# 今西方哉
今西 方哉（いまにし まさや 1947年8月13日 - ）は日本の陶芸家。日本工芸会正会員。奈良県安堵町文化財保護審議委員。

## 略歴
1947年 陶芸家今西洋の三男として奈良県奈良市秋篠町に生まれる。
1974年 京都市立芸術大学専攻科（現大学院）卒業。人間国宝近藤悠三の弟子として磁器染付を学ぶ。
1979年 社団法人日本工芸会・正会員に認定される
1984年 「やきものを作ろう―作って、使って、楽しむ」（文研出版）を出版。
1991年 文化庁在外芸術家研修員として米国で研究・制作。
1993年 米国ペンシルベニア州立大学で准教授として教鞭を執る。
1994年 米国アーチブレイ財団にて夏期研修。
1997年 滋賀県立陶芸の森創作研修館で招聘講師として制作。
1999年 米国イリノイ州立南イリノイ大学美術館にて個展。
2004年 米国モンタナ州都へレナ・ホルター美術館にて個展。
2008年 米国カンザス州立大学(KSU)の美術客員研究員として制作・ネルソンギャラリーで作品展
2013年 米国バージニア州立ロングウッド大学にてワークショップ。

## 書籍
- やきものを作ろう―作って、使って、楽しむ（文研出版、ISBN 4580901932、1984/11）

## 所蔵
- 奈良市(日本・奈良県)
- モンタナ州政府(米国)

- 奈良県立美術館(日本・奈良県)
- 滋賀県立陶芸の森美術館(日本・滋賀県)
- 敦井美術館(日本・新潟県)

- クリーブランド美術館(Cleveland Museum of Art,米国)
- エバーソン美術館(Everson Museum of Art,米国)
- シアトル美術館(Seattle Art Museum,米国)
- ホルター美術館(Holter Museum of Art,米国)
- アーチブレイ財団(Archie Bray Foundation for the Ceramic Arts,米国)